# Sardy-lès-Épiry
Sardy-lès-Épiry – miejscowość i gmina we Francji, w regionie Burgundia-Franche-Comté, w departamencie Nièvre.
Według danych na rok 1990 gminę zamieszkiwało 136 osób, a gęstość zaludnienia wynosiła 9 osób/km² (wśród 2044 gmin Burgundii Sardy-lès-Épiry plasuje się na 774. miejscu pod względem liczby ludności, natomiast pod względem powierzchni na miejscu 640.).